# وست لیبرتی (کنتاکی)
وست لیبرتی (به انگلیسی: West Liberty) شهری در ایالت کنتاکی کشور ایالات متحده آمریکا است که جمعیت آن در سرشماری سال ۲۰۱۰ میلادی، ۳٬۴۳۵ نفر بوده‌است.